# Fußballverband
Ein Fußballverband ist eine Föderation, ein Bund oder Bündnis, in dem kontinentale, nationale oder regionale Fußballverbände bzw. Fußballvereine zusammengeschlossen sind.
International wird ein Verband meist Association oder Federation (Englisch, Französisch, Spanisch, Portugiesisch und Italienisch) genannt.
Jeder Verband organisiert für seine Mitgliedsvereine Fußballwettbewerbe, verwaltet diese und stellt entsprechende Regularien und Fußballschiedsrichter zur Verfügung. Es gibt auf verschiedenen regionalen Ebenen Fußballverbände mit entsprechenden Kompetenzen. So gibt es einen Weltverband sowie Kontinental-, National- und Regionalverbände. Für die allgemeinen Fußballregeln innerhalb dieser Verbände ist die FIFA verantwortlich, genauer der International Football Association Board (IFAB). Für Regularien die europäischen Wettbewerbe und die Mitglieder der UEFA betreffend ist die UEFA zuständig, den deutschen Fußball regelt der DFB beziehungsweise im Fall der regionalen Wettbewerbe die mit dem DFB kooperierenden Regionalverbände und im Fall der Bundesliga die DFL, zuständig unter anderem für die Lizenzvergabe in den Profiligen.

## Weltverband
Der größte internationale Fußballverband ist der am 21. Mai 1904 in Paris gegründete Weltverband FIFA, die Fédération Internationale de Football Association. Der Weltverband hat seinen Hauptsitz in Zürich. Die FIFA organisiert die Fußballereignisse mit weltweiter Teilnahme, wie die Fußball-Weltmeisterschaften und die Klub-Weltmeisterschaften. In der FIFA haben sich bis 2016 211 Nationalverbände zusammengeschlossenen.

## Kontinentalverbände
Der FIFA sind sechs Kontinentalverbände untergeordnet: Die AFC in Asien, der afrikanische CAF-Verband, in Südamerika die Confederación Sudamericana de Fútbol (CONMEBOL), in Nord- und Zentralamerika sowie der Karibik der CONCACAF, der OFC-Verband in Ozeanien und der größte Kontinentalverband UEFA in Europa. Den Kontinentalverbänden sind wiederum die nationalen Verbände der einzelnen Länder untergeordnet.

### Kontinentalverband UEFA
Insgesamt organisiert die UEFA 16 Wettbewerbe, davon 8 für National- und 7 für Vereinsmannschaften (Stand April 2005). Unter anderem sind dies die Fußball-Europameisterschaft für Nationalmannschaften, die UEFA Champions League für Vereinsmannschaften, aber auch Wettbewerbe für Frauenfußball und Junioren. Die UEFA umfasst insgesamt 55 nationale Verbände, die für die jeweiligen Nationalmannschaften und die Ausrichtung der nationalen Wettbewerbe zuständig sind.

## Regionale Fußballverbände
Unterhalb der Ebene der Kontinentalverbände gibt es einige Zusammenschlüsse nationaler Verbände auf regionaler Ebene, wie der COSAFA des südlichen Afrikas.

## Nationale Fußballverbände
In Deutschland ist der nationale Fußballverband der Deutsche Fußball-Bund (DFB), der mit mehr als 7 Millionen Mitgliedern nicht nur der mitgliederstärkste Fußballverband, sondern auch der größte Sportverband weltweit ist. Der erste Fußballverband der Welt ist die Football Association (The FA) und wurde 1863 in England gegründet. Für die Schweiz zeichnet der Schweizerische Fussballverband (SFV/ASF) verantwortlich, für Österreich der Österreichische Fußball-Bund (ÖFB). In Liechtenstein ist der Liechtensteiner Fussballverband (LFV) zuständig, in Luxemburg der Luxemburger Fußballverband (FLF).

## Regionale Fußballverbände, Landesverbände
Die einzelnen Nationalverbände geben regionale Aufgaben wie die Ausrichtung regionaler Wettbewerbe an (regionale) Unterverbände weiter.
Der DFB hat fünf Regionalverbände, die nochmals aufgegliedert sind.
Zu den ersten deutschen regionalen Fußballverbänden gehören: Norddeutscher Fußball-Verband (1905 gegründet), Süddeutscher Fußball-Verband (1897 gegründet), Südostdeutscher Fußball-Verband (1906 gegründet) und Westdeutscher Fußballverband (1898 gegründet). Auch der Schweizerische Fussballverband (SFV/ASF) und der Österreichische Fußball-Bund (ÖFB) haben eine föderale Struktur.